# Ecolines
Ecolines (Экола́йнс) — европейская сеть международных автобусных пассажирских перевозок; торговая марка, под которой работает несколько национальных перевозчиков, придерживающихся единых правил. Существует с 1997 года. Маршруты охватывают 18 стран Европы: Беларусь, Бельгию, Болгарию, Великобританию, Венгрию, Германию, Грецию, Латвию, Литву, Нидерланды, Польшу, Россию, Словакию, Украину, Францию, Финляндию, Чехию, Швейцарию, Эстонию, Данию.
Российский перевозчик, работающий под маркой «Ecolines» — ООО «Амрон». Офисы компании есть в Москве и Санкт-Петербурге, Пскове и Калининграде, являющихся отправными точками российских маршрутов «Ecolines». Основные направления, связывающие Россию с Европой, — латвийское и белорусское. Через Латвию и Беларусь автобусом из Москвы, Санкт-Петербурга, Пскова, Новгорода можно доехать до многих городов Германии, Польши, добраться до Братиславы, Вены, Праги, Софии, Парижа, Лондона, Цюриха, Берна и множества других городов Европы (а с пересадкой — также до городов Венгрии, Греции). Из Москвы можно также попасть в Таллин, а из Санкт-Петербурга — в Варшаву через Беларусь (Витебск — Минск — Брест) и в Одессу (через Киев и Умань). На линиях работают автобусы «Neoplan», «MAN» фирменной расцветки со всеми удобствами. Маршруты протяжённостью более 400 км обслуживаются стюардессой и оборудуются мини-баром.
Запрещено перевозить домашних животных, даже самых маленьких.